# 宮村榮一
宮村榮一（？—？）為19世紀末日本人類學研究學者，1896年8月連同多田綱輔和伊能嘉矩等日籍學者抵達臺灣。1897年時他和伊能嘉矩於臺北圓山西麓發現貝殼殘骸遺址，兩學者推斷應為史前時代人類食用貝類後所遺留，故稱「圓山貝塚」。之後兩學者還陸續於當地發現石、玉、陶、骨角器及墓葬等遺跡，並確認台北仍為大湖的史前時代，圓山為有人類居住的小島。

## 外部連結
- （繁體中文） 遺址發現人：宮村榮一 （页面存档备份，存于）